# Saint-Louis-de-Gonzague
| Saint-Louis-de-Gonzague       |                          |
|                               |                          |
| Coordenadas: 46°16' N 70°20'W |                          |
| Província                     | Quebec                   |
| Região administrativa         | Chaudière-Appalaches     |
| Incorporado em                | 17 de março de 1923      |
| Prefeito                      | Suzanne Campeau Guenette |
| Código postal                 | G0R 2L0                  |
|                               |                          |
| Área                          |                          |
| - Cidade                      | 116,36 km², 44,9 mi²     |
| Fuso horário                  | UTC -5                   |
| População (2006)              |                          |
| - Cidade                      | 453                      |
| - Densidade                   | 4 hab/km², 10 hab/mi²    |

Saint-Louis-de-Gonzague é um município canadense do conselho municipal regional de Les Etchemins, Quebec, localizado na região administrativa de Chaudière-Appalaches. Em sua área de pouco mais de 112,72 km², habitam cerca de setecentas pessoas. Tem seu nome em homenagem ao jesuita italiano Luís de Gonzaga.